# Ermengarda do Maine
Ermengarda do Maine, também conhecida como Eremburga de la Flèche (La Flèche, 1096 — Anjou, 14 de janeiro de 1126) foi  suo jure condessa de Maine e senhora do Château-du-Loir. Também foi condessa de Anjou pelo seu casamento com Fulque V.

## Família
Ermengarda foi a única filha do conde Elias I do Maine e de sua primeira esposa, Matilde do Château-du-Loir. Os seus avós paternos eram João de la Flèche e Paula do Maine. Os seus avós maternos eram Gervais do Château-du-Loir e Eremburga.

## Biografia
Por um tempo indeterminado Ermengarda esteve noiva do conde Godofredo IV de Anjou, filho de Fulque IV de Anjou e de Ermengarda de Bourbon.
Antes da data de 14 de abril de 1109, ela tornou-se noiva do meio-irmão de Godofredo, Fulque V, filho de de Fulque IV e de Bertranda de Monforte. O casamento ocorreu em 11 de julho de 1110.
Em 1110, ela também sucedeu a seu pai como condessa do Maine. O casal teve quatro filhos, dois meninos e duas meninas.
Ermengarda faleceu com cerca de 30 anos de idade, em 14 de janeiro de 1126, em Anjou.

## Descendência
- Matilde de Anjou (1110/11 – 1154), foi esposa de Guilherme Adelino, duque da Normandia, que morreu no naufrágio do Barco Branco. Ela tornou-se uma freira na Abadia de Fontevraud. Sem descendência;
- Godofredo V, Conde de Anjou (24 de agosto de 1113 – 7 de setembro de 1151), sucessor do pai. Foi o segundo marido de Matilde de Inglaterra, Senhora dos Ingleses, com quem teve três filhos;
- Sibila de Anjou (1112/16 – Betânia, 1165), foi casada duas vezes: primeiro com Guilherme Clito, e depois com Teodorico da Alsácia, conde de Flandres, com quem teve oito filhos;
- Elias II do Maine (m. 15 de janeiro de 1151), foi marido de Filipa do Perche, com quem teve apenas uma filha, Beatriz.